# Herb Drawska Pomorskiego
Herb Drawska Pomorskiego – jeden z symboli miasta Drawsko Pomorskie i gminy Drawsko Pomorskie w postaci herbu.

## Wygląd i symbolika
Herb przedstawia na srebrnej tarczy dwie trzykondygnacyjne wieże zwieńczone stożkowymi hełmami z gałką. Wieże te połączone są łukiem, na którym osadzona jest wieżyczka z blankami. Pod łukiem w centralnej części herbu usadowiony jest czerwony orzeł z żółtym dziobem, nogami i szponami. Wieże osadzone są na czerwonej podstawie (linii), pod którą znajduje się niebieska sfalowana wstęga.
Orzeł nawiązuje do herbu margrabiów brandenburskich – fundatorów praw miejskich. Niebieska wstęga symbolizuje rzekę Drawę przepływającą przez terytorium gminy, tudzież liczne jeziora Pojezierza Drawskiego.

## Historia

Herb w okresie PRL

Herb znany jest od XIV wieku i pierwotnie przedstawiany był bez korony, którą otrzymał już w XVII wieku. W okresie PRL używano herbu w którym zamiast orła brandenburskiego był orzeł polski (tzw. „piastowski”), co miało podkreślić przynależność Drawska Pomorskiego do Polski w przeszłości, a także przyłączenie go do Polski w 1945 roku.